# Torneo Nacional de Clubes femenino (Chile)
El Torneo Nacional de Clubes femenino es un torneo de rugby 7 en la que participan diferentes clubes de Rugby de Chile, de todas las regiones y zonas de este país. 
Es la competencia más importante del rugby femenino de Chile
Es organizado por Chile Rugby.
Se disputa en formato de Rugby 7.

## Historia
La primera edición se disputó en 1999.
Desde la temporada 2025, el campeón clasifica al Campeonato Sudamericano de Clubes Campeones de Rugby Femenino, siendo Universidad Católica el primer representante chileno en la competición sudamericana, terminando como subcampeón luego de perder la final frente a Melina de Brasil.

## Campeones y finalistas
- Listado de equipos campeones, entre 1999 y 2003 el torneo se disputó en formato de 15 jugadoras, desde 2004 a la actualidad se disputa en formato de rugby 7.[2]

### Copa de Oro
| Año  | Campeón                                | Resultado                              | Subcampeón                             |
| ---- | -------------------------------------- | -------------------------------------- | -------------------------------------- |
| 1999 | Colegio San Lorenzo                    |                                        |                                        |
| 2000 | Universidad de Antofagasta             |                                        |                                        |
| 2001 | Universidad de Antofagasta             |                                        |                                        |
| 2002 | Universidad de La Serena               |                                        |                                        |
| 2003 | Universidad de Antofagasta             |                                        |                                        |
| 2004 | Garumas RC                             |                                        |                                        |
| 2005 | Garumas RC                             |                                        |                                        |
| 2006 | Viña Rugby Club                        |                                        |                                        |
| 2007 | Viña Rugby Club                        |                                        |                                        |
| 2008 | Viña Rugby Club                        |                                        |                                        |
| 2009 | UCT Newechen                           |                                        |                                        |
| 2010 | Stade Français                         |                                        |                                        |
| 2011 | Stade Français                         |                                        |                                        |
| 2012 | Garumas RC                             |                                        |                                        |
| 2013 | Viña Rugby Club                        |                                        |                                        |
| 2014 | Stade Français                         |                                        |                                        |
| 2015 | Rucamanque RC                          |                                        |                                        |
| 2016 | Old Red (Arica)                        |                                        |                                        |
| 2017 | Viña Rugby Club                        | 17 - 10                                | Old Red (Arica)                        |
| 2018 | Garumas RC                             | 7 - 5                                  | Viña Rugby Club                        |
| 2019 | Viña Rugby Club                        | 21 - 17                                | Wallmapu (Temuco)                      |
| 2020 | Cancelado por la Pandemia de COVID-19. | Cancelado por la Pandemia de COVID-19. | Cancelado por la Pandemia de COVID-19. |
| 2021 | Viña Old Girls                         | 24 - 12                                | Old Red (Arica)                        |
| 2022 | Old Red (Arica)                        | 24 - 0                                 | Panteras (La Serena)                   |
| 2023 | Old Red (Arica)                        | 17 - 12                                | Viña Old Girls                         |
| 2025 | Universidad Católica                   | 12 - 10                                | Viña Rugby Club                        |

### Desarrollo
| Año  | Campeón | Resultado | Subcampeón |
| ---- | ------- | --------- | ---------- |
| 2024 | ARUA    | 15 - 7    | Garumas    |

### Copa de Plata
| Año  | Campeón             | Resultado | Subcampeón |
| ---- | ------------------- | --------- | ---------- |
| 2017 | Stade Francais      | 15 - 10   | Wallmapu   |
| 2019 | ARUA                | 10 - 5    | Old Navy   |
| 2022 | Austral de Valdivia |           | Garumas RC |

### Copa de Bronce
| Año  | Campeón                   | Resultado | Subcampeón |
| ---- | ------------------------- | --------- | ---------- |
| 2017 | Amancay                   | 21 - 10   | ARUA       |
| 2019 | Universidad de Concepción | 24 - 0    | Pangue     |
| 2022 | Pangue                    |           | Troncos RC |